# 余承勛
余承勛（1494年—1573年），字懋昭，號方池，四川眉州青神縣人，軍籍，明朝政治人物。

## 生平
正德十一年（1516年）丙子科四川鄉試第三十九名舉人，十二年（1517年）聯捷丁丑科會試第二百九十七名，二甲第二名進士。改翰林院庶吉士，丁憂，服闕，十六年（1521年）正月授編修，升修撰。嘉靖三年（1524年）大禮議期間，隨楊慎等在左順門哭諫，廷杖後免職歸里，居青神城南之中岩寺讀書著文。隆慶年間追贈太常寺卿。

## 墓葬
墓在眉州漢陽場金馬山（今青神縣漢陽鎮），其地踞岷江東岸，當地人稱“翰林山”。

## 家族
曾祖余祥，戶部郎中，贈都察院右都御史；祖父余子偉，文林郎，贈戶部主事；父余寰，戶部員外郎，進階奉直大夫。母程氏，封太宜人。兄余承芳；余承業，雲南按察司僉事。弟余承恩，南京錦衣衛指揮僉事；余承禮。